# Franz Bogislaus Westermeier
Franz Bogislaus Westermeier (* 22. August 1773 in Flechtorf; † 1. März 1831 in Magdeburg) war ein deutscher evangelischer Theologe.

## Leben
Franz Bogislaus Westermeier war ein Sohn des Flechtorfer Pfarrers Georg Ludwig Westermeier und dessen Ehefrau Katharina Henriette Jakobine (geb. Hartmann). Anfänglich bildete sein Vater ihn aus. Als dieser starb, übernahm sein Onkel mütterlicherseits, der Prediger Hartmann, im Braunschweigischen seine Ausbildung. Auf der Martinischule und am Karolineum in Braunschweig bereitete er sich auf seine akademischen Studien vor. Ab 1792 widmete er sich an der Universität Helmstedt dem Studium der Theologie.
1795 übernahm Westermeier eine Hauslehrerstelle in Braunschweig. Bereits 1799 wurde er Diakon an der St. Ulrich- und Levinkirche in Magdeburg. Dort gewann er durch seine ergreifenden Kanzelreden zahlreiche Zuhörer, was ihm 1806 eine Berufung zum zweiten Prediger am Dom in Magdeburg einbrachte, wo er 1809 zum ersten Domprediger aufstieg. 1810 wurde er zum Superintendenten von Magdeburg ernannt. 1812 wurde er Mitglied des Magdeburger Konsistoriums und bald darauf Generalsuperintendent des Magdeburger Konsistorialbezirks. Zudem war er Ephorus an der Domschule. Er lebte im Dompredigerhaus in der Gouvernementsstraße 4. Seit jener Zeit war er auch Mitglied der mit der Bezirksregierung in Magdeburg verbundenen Kirchen- und Schulkommission.
Am 1. Januar 1826 verlieh König Friedrich Wilhelm III. ihm den Titel Bischof. Damit war Westermeier der erste Vorsteher der Kirchenprovinz Sachsen, der diese Amtsbezeichnung trug. 1829 wurde er zum Direktor des Königlichen Konsistoriums in Magdeburg ernannt. 1830 versuchte er, allerdings letztlich erfolglos, die Magdeburger Blutbibel wieder nach Magdeburg zu holen.
Nach achtwöchigem Krankenlager verstarb Franz Bogislaus Westermeier an einer Lungenentzündung.

## Familie
Aus seiner am 19. September 1799 geschlossenen Ehe, gingen sieben Kinder hervor. Vier dieser Kinder starben im Kindesalter. Zwei Töchter und ein Sohn überlebten den Vater.
Sein Sohn Franz Emil Bogislaus Westermeier (* 13. Juli 1800 in Magdeburg; † 5. April 1870 in Elbeu) besuchte das Domgymnasium in Magdeburg, studierte an der Universität Halle-Wittenberg, absolvierte 1822 das Predigerseminar Wittenberg, dann das Domalumnat in Berlin und 1824 sein Zweites Theologisches Examen in Magdeburg. Er wurde am 7. Dezember 1824 als Pfarrer in Glöthe ordiniert, 1831 Oberpfarrer in Biere, am 8. März 1852 Superintendent der Diözese Atzendorf und 1861 Superintendent in Elbeu.
Seine Tochter Clara Westermeier heiratete am 6. Juni 1830 August Benjamin Jentzsch (* 22. April 1799 in Senftenberg; † 30. April 1856 in Barby). Dessen Vater Georg Benjamin Jentzsch war Pfarrer in Audenhain. August Benjamin Jentzsch besuchte die Thomasschule zu Leipzig, von 1819 bis 1822 die dortige Universität und 1822/1823 die Universität Halle-Wittenberg, von der er 1823 zum Dr. theol. promoviert wurde. Er war Erster Lehrer am königlichen Schulseminar Magdeburg, 1826 Hilfsprediger an der St. Jacobikirche in Magdeburg, ab 1826 Diakon ebenda und ab 1849 Stadtpfarrer von Barby.

## Lebenswerk
In seiner biographischen Skizze zu Franz Bogislaus Westermeier hob Heinrich Doering Westermeiers Leidenschaft für die Verkündigung des Evangeliums hervor. Zu seinen gründlichen Kenntnissen der Theologie und der alten Sprachen kam ein herausragendes rhetorisches Talent, das auch seine 1800 veröffentlichten „öffentlichen Religionsvorträge“ bezeugen, ebenso die nach seinem Tode gesammelten Festpredigten und Kasualreden.

## Ehrungen
- Am 31. Oktober 1817, dem 300. Jahrestag des Thesenanschlags, verlieh die theologische Fakultät der Königliche Vereinigte Friedrichs-Universität Halle-Wittenberg Westermeier die Ehrendoktorwürde.
- König Friedrich Wilhelm III. verlieh Westermeier den roten Adlerorden dritter Klasse.

## Schriften
- Oeffentliche Religionsvorträge. Beim Antritte des christlichen Lehramts gehalten. Magdeburg 1800.
- Zwei Predigten über Erleichterung, und Verhütung der Armuth in unserer Stadt; am 13ten und 14ten Sonntage nach Trinit. gehalten. Magdeburg 1805
- Magdeburgisches Gesangbuch, nebst einem Anhange einiger Gebete für die häusliche Andacht. Magdeburg 1805  (Gemeinschaftlich mit C. K. Duhm und E. G. Ribbeck herausgegeben.)
- Predigten und Reden bei der Amtsveränderung. Magdeburg 1807
- Predigt nach der von Sr. Majestät, dem König von Preußen, an die Bewohner der diesseitigen Provinzen ergangenen Entlassung ihrer Unterthanenpflichten, gehalten am 12ten Trinitats-Sonntage, den 16. August 1807. Magdeburg 1807
- Predigt nach dem Regierungsantritte Sr. Majestät des Königs von Westphalen Hieronymus Napoleon, am Tage der Volkshuldigung in Magdeburg den 6. März 1808 gehalten. Magdeburg 1808
- Drei Umstände aus dem Leben des hingerichteten Verbrechers, welche zur Lehre und Warnung dienen können; eine Predigt am Sonntage nach der öffentlichen Hinrichtung des unter dem Namen des großen Carl berüchtigten Theodor Unger, den 26. Februar 1809 gehalten. Magdeburg 1809
- Gedächtnißpredigt auf Herrn C. F. A. Lüdecke in Magdeburg. Magdeburg 1809
- Reden bei Gelegenheit einer Amtsveränderung. Magdeburg 1810, (Gemeinschaftlich mit J. F. W. Koch und J. G. H. Störig herausgegeben)
- Thut die Thore auf, aus daß hineingehe das gerechte Volk, das den Glauben bewahret! Rede bei der religiösen Feier des Einzugs der Preußischen Krieger in das befreite Magdeburg am 24. März 1814; auf dem Domplatze daselbst gesprochen. Magdeburg 1814
- Weihepredigt nach der Wiederherstellung der Domkirche zu Magdeburg. Magdeburg 1814
- Predigt bei der Sr. Majestät dem König von Preußen geleisteten Erbhuldigung. Magdeburg 1815
- Predigt am Friedensfeste den 18. Januar 1816 gehalten. Magdeburg 1846
- Ueber die Einigkeit im Geist durch das Band des Friedens unter den evangelischen Christen, Eine Predigt über Ephes. 4, 3–6. zur Vorbereitung der Vereinigung beider Confessionen zu einer evangelischen Kirche gehalten. Magdeburg 1817
- Predigt zur religiösen Weihe der am 24. November 1818 eröffneten Provinzialsynode zu Magdeburg. Magdeburg 1818
- D. Martin Luther’s Denkmal zu Wittenberg, und die Feier zur Einweihung desselben, am 31. October 1821. Magdeburg 1821, (Mit einer Abbildung)
- Demuth und Vertrauen in wichtigen Stunden des Lebens; eine Predigt. Magdeburg 1827
- Das Glaubensbekenntniß der evangelischen Kirche; eine Predigt. Magdeburg 1830
- Festpredigten und Casualreden. Nach seinem Tode zum Drucke befördert. Magdeburg 1832